# Natació al Campionat del Món de natació de 2015 – 200 m estils masculí
Els 200 metres estils masculí es va celebrar entre el 5 i el 6 d'agost al Kazan Arena Stadium a Kazan.

## Rècords
Els rècords del món abans de començar la prova:
| Rècord del món       | Ryan Lochte, Estats Units | 1:54,00 | Xangai, Xina | 28 de juliol de 2011 |
| Rècord del campionat | Ryan Lochte, Estats Units | 1:54,00 | Xangai, Xina | 28 de juliol de 2011 |

## Resultats
Les sèries es van disputar a les 10:30.

   *   Classificats
| Posició | Sèrie | Carril | Nom                  | País                 | Temps   | Notes |
| ------- | ----- | ------ | -------------------- | -------------------- | ------- | ----- |
| 1       | 5     | 4      | Ryan Lochte          | Estats Units         | 1:57,90 | Q     |
| 2       | 5     | 6      | Daniel Wallace       | Regne Unit           | 1:58,28 | Q     |
| 3       | 3     | 3      | Wang Shun            | R.P. de la Xina      | 1:58,33 | Q     |
| 4       | 5     | 5      | Conor Dwyer          | Estats Units         | 1:58,63 | Q     |
| 5       | 3     | 2      | Andreas Vazaios      | Grècia               | 1:58,92 | Q     |
| 6       | 3     | 4      | Henrique Rodrigues   | Brasil               | 1:58,95 | Q     |
| 7       | 4     | 4      | Daiya Seto           | Japó                 | 1:59,11 | Q     |
| 8       | 4     | 5      | Thiago Pereira       | Brasil               | 1:59,18 | Q     |
| 9       | 3     | 5      | Roberto Pavoni       | Regne Unit           | 1:59,29 | Q     |
| 10      | 5     | 8      | Jérémy Desplanches   | Suïssa               | 1:59,46 | Q     |
| 11      | 4     | 7      | Diogo Carvalho       | Portugal             | 1:59,61 | Q     |
| 12      | 4     | 6      | Simon Sjödin         | Suècia               | 1:59,64 | Q     |
| 13      | 5     | 3      | Thomas Fraser-Holmes | Austràlia            | 1:59,96 | Q     |
| 14      | 5     | 2      | Yakov Toumarkin      | Israel               | 1:59,97 | Q     |
| 15      | 3     | 6      | Marcin Cieślak       | Polònia              | 1:59,99 | Q     |
| 16      | 2     | 7      | Mohamed Hussein      | Egipte               | 2:00,22 | Q     |
| 17      | 4     | 8      | Uvis Kalniņš         | Letònia              | 2:00,39 |       |
| 18      | 4     | 2      | Yang Zhixian         | R.P. de la Xina      | 2:00,80 |       |
| 19      | 5     | 7      | Federico Turrini     | Itàlia               | 2:00,94 |       |
| 20      | 3     | 1      | Semen Makovich       | Rússia               | 2:01,05 |       |
| 21      | 3     | 8      | Jakub Maly           | Àustria              | 2:01,68 |       |
| 22      | 5     | 0      | Pavel Janeček        | Txèquia              | 2:02,43 |       |
| 23      | 3     | 7      | Raphaël Stacchiotti  | Luxemburg            | 2:02,60 |       |
| 24      | 4     | 0      | Omar Pinzón          | Colòmbia             | 2:02,80 |       |
| 25      | 5     | 1      | Bradlee Ashby        | Nova Zelanda         | 2:02,96 |       |
| 26      | 3     | 9      | Martin Liivamägi     | Estònia              | 2:03,21 |       |
| 27      | 2     | 3      | Carlos Omana         | Veneçuela            | 2:03,54 |       |
| 28      | 5     | 9      | Povilas Strazdas     | Lituània             | 2:03,67 |       |
| 29      | 2     | 9      | Alpkan Örnek         | Turquia              | 2:03,93 |       |
| 30      | 2     | 8      | Christoph Meier      | Liechtenstein        | 2:04,01 |       |
| 31      | 2     | 0      | Trần Duy Khôi        | Vietnam              | 2:04,30 |       |
| 32      | 1     | 4      | Mateo González       | Mèxic                | 2:04,77 |       |
| 33      | 2     | 2      | Marko Blaževski      | Macedònia del Nord   | 2:04,79 |       |
| 34      | 1     | 5      | Pedro Pinotes        | Angola               | 2:04,85 |       |
| 35      | 2     | 5      | Aleksey Derlyugov    | Uzbekistan           | 2:04,98 |       |
| 36      | 2     | 6      | Ensar Hajder         | Bòsnia i Hercegovina | 2:04,99 |       |
| 37      | 2     | 1      | Ahmed Mathlouthi     | Tunísia              | 2:05,37 |       |
| 38      | 4     | 9      | Rafael Alfaro        | El Salvador          | 2:05,78 |       |
| 39      | 1     | 6      | Irakli Bolkdvadze    | Geòrgia              | 2:07,14 |       |
| 40      | 3     | 0      | Jessie Lacuna        | Filipines            | 2:07,51 |       |
| 41      | 1     | 7      | Esteban Araya        | Costa Rica           | 2:08,89 |       |
| 42      | 1     | 8      | Alvi Hjelm           | Illes Fèroe          | 2:08,98 |       |
| 43      | 1     | 1      | Benjamin Schulte     | Guam                 | 2:09,50 |       |
| 44      | 1     | 2      | Luis Vega            | Cuba                 | 2:09,53 |       |
| 45      | 1     | 3      | Jean Gómez           | República Dominicana | 2:09,59 |       |
| 46      | 1     | 0      | Rami Elias           | Sudan                | 2:20,94 |       |
| 47      | 1     | 9      | Haris Bandey         | Pakistan             | 2:22,31 |       |
| 48      | 2     | 4      | Triady Sidiq         | Indonèsia            | DNS     |       |
| 48      | 4     | 1      | Kevin Wedel          | Alemanya             | DNS     |       |
| 48      | 4     | 3      | László Cseh          | Hongria              | DNS     |       |

### Semifinals
Les semifinals es van disputar a les 18:45.

#### Semifinal 1

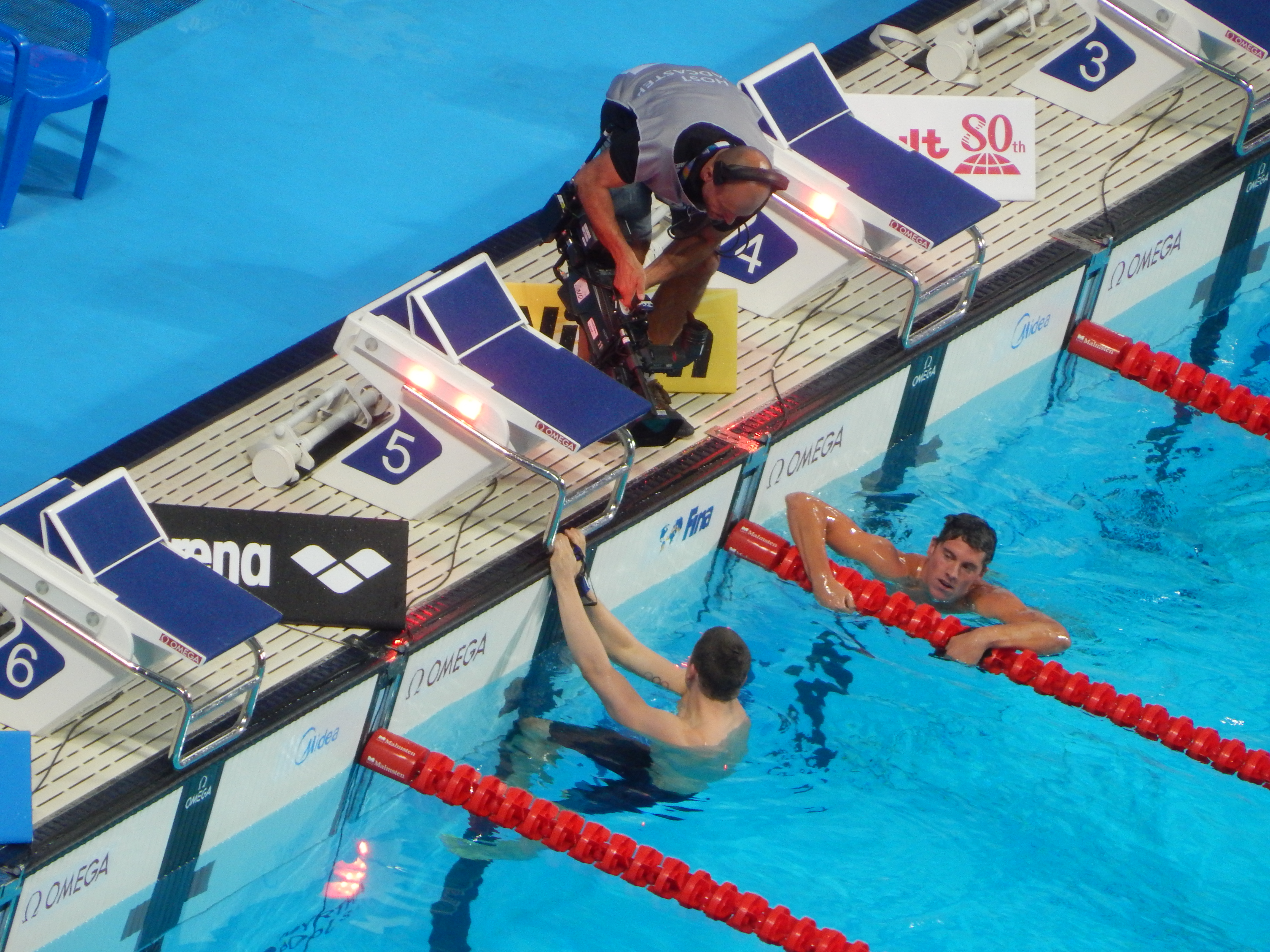
Final del desempat

| Posició | Carril | Nom                | País         | Temps   | Notes |
| ------- | ------ | ------------------ | ------------ | ------- | ----- |
| 1       | 6      | Thiago Pereira     | Brasil       | 1:57,33 | Q     |
| 2       | 4      | Daniel Wallace     | Regne Unit   | 1:57,77 | Q     |
| 3       | 7      | Simon Sjödin       | Suècia       | 1:58,10 | Q     |
| 4       | 3      | Henrique Rodrigues | Brasil       | 1:58,45 | Q     |
| 5       | 5      | Conor Dwyer        | Estats Units | 1:58,54 | QSO   |
| 6       | 1      | Yakov Toumarkin    | Israel       | 1:58,86 |       |
| 7       | 2      | Jérémy Desplanches | Suïssa       | 1:59,35 |       |
| 8       | 8      | Mohamed Hussein    | Egipte       | 2:01,41 |       |

#### Semifinal 2
| Posició | Carril | Nom                  | País            | Temps   | Notes |
| ------- | ------ | -------------------- | --------------- | ------- | ----- |
| 1       | 4      | Ryan Lochte          | Estats Units    | 1:56,81 | Q     |
| 2       | 5      | Wang Shun            | R.P. de la Xina | 1:57,07 | Q     |
| 3       | 8      | Marcin Cieślak       | Polònia         | 1:58,20 | Q     |
| 4       | 2      | Roberto Pavoni       | Regne Unit      | 1:58,54 | QSO   |
| 5       | 1      | Thomas Fraser-Holmes | Austràlia       | 1:58,83 |       |
| 6       | 3      | Andreas Vazaios      | Grècia          | 1:59,53 |       |
| 7       | 6      | Daiya Seto           | Japó            | 2:00,05 |       |
| 8       | 7      | Diogo Carvalho       | Portugal        | 2:00,31 |       |

#### Desempat
El desempat es va celebrar a les 19:42.
| Posició | Carril | Nom            | País         | Temps   | Notes |
| ------- | ------ | -------------- | ------------ | ------- | ----- |
| 1       | 4      | Conor Dwyer    | Estats Units | 1:58,18 | Q     |
| 2       | 5      | Roberto Pavoni | Regne Unit   | 1:58,26 |       |

### Final
La final es va disputar a les 17:42.
| Posició | Carril | Nom                | País            | Temps   | Notes |
| ------- | ------ | ------------------ | --------------- | ------- | ----- |
| 1       | 4      | Ryan Lochte        | Estats Units    | 1:55,81 |       |
| 2       | 3      | Thiago Pereira     | Brasil          | 1:56,65 |       |
| 3       | 5      | Wang Shun          | R.P. de la Xina | 1:56,81 | NR    |
| 4       | 6      | Daniel Wallace     | Regne Unit      | 1:57,59 |       |
| 5       | 8      | Conor Dwyer        | Estats Units    | 1:57,96 |       |
| 6       | 7      | Marcin Cieślak     | Polònia         | 1:58,14 |       |
| 7       | 1      | Henrique Rodrigues | Brasil          | 1:58,52 |       |
| 8       | 2      | Simon Sjödin       | Suècia          | 1:59,06 |       |